# Jan Mężyński
Jan Mężyński (Mężeński) herbu Kościesza (zm. w 1709 roku) – chorąży lubelski w latach 1699–1709, podstoli lubelski w latach 1694–1699, łowczy lubelski w latach 1691–1694.
Deputat województwa lubelskiego do rady stanu rycerskiego rokoszu łowickiego w 1697 roku.